# Mariusz Wawrów
Mariusz Wawrów (ur. 1 października 1970 w Kożuchowie) – polski piłkarz, grający na pozycji napastnika, trener piłkarski.

## Kariera
Jest wychowankiem Cynkmetu Bytom Odrzański. Z tego klubu przeszedł do Dozametu (Polonii) Nowa Sól. W 1994 roku przeszedł do Chrobrego Głogów, gdzie grał dwa lata. Następnie został zawodnikiem Hutnika Kraków, w barwach którego rozegrał 31 meczów w I lidze, grał także w Pucharze UEFA. Od 2000 roku grał w Czarnych Żagań, a przed rundą wiosenną sezonu 2001/2002 opuścił ten klub na rzecz Aluminium Konin. Następnie był piłkarzem takich klubów, jak Arka Nowa Sól, Odra Bytom Odrzański, Lech Sulechów i Zamet Przemków. Piłkarską karierę kończył w Odrze Bytom Odrzański.
W 2007 roku został trenerem Odry Bytom Odrzański. Funkcję tę pełnił do 2015 roku. W 2016 roku zatrudniono go na stanowisku trenera MKS Nowe Miasteczko.

## Statystyki ligowe
| Sezon         | Klub                 | Liga           | Mecze | Gole |
| ------------- | -------------------- | -------------- | ----- | ---- |
| 1993/1994     | Polonia Nowa Sól     | III liga       | ?     | ?    |
| 1994/1995     | Chrobry Głogów       | II liga        | 32    | 2    |
| 1995/1996     | Chrobry Głogów       | II liga        | 28    | 5    |
| 1996/1997     | Hutnik Kraków        | I liga         | 31    | 1    |
| 1997/1998     | Hutnik Kraków        | II liga        | 26    | 9    |
| 1998/1999     | Hutnik Kraków        | II liga        | 27    | 4    |
| 1999/2000     | Hutnik Kraków        | II liga        | 36    | 2    |
| 2000/2001     | Czarni Żagań         | III liga       | ?     | ?    |
| 2001/2002 (j) | Czarni Żagań         | III liga       | ?     | ?    |
| 2001/2002     | Aluminium Konin      | III liga       | ?     | ?    |
| 2002/2003     | Aluminium Konin      | II liga        | 27    | 0    |
| 2003/2004     | Aluminium Konin      | II liga        | 5     | 0    |
| 2004/2005     | Arka Nowa Sól        | III liga       | ?     | ?    |
| 2005/2006 (j) | Odra Bytom Odrzański | IV liga        | ?     | ?    |
| 2005/2006 (w) | Lech Sulechów        | klasa okręgowa | ?     | ?    |
| 2006/2007 (j) | Zamet Przemków       | klasa okręgowa | ?     | ?    |
| 2006/2007 (w) | Odra Bytom Odrzański | klasa okręgowa | ?     | ?    |
| 2007/2008     | Odra Bytom Odrzański | klasa okręgowa | ?     | ?    |
| 2008/2009     | Odra Bytom Odrzański | klasa okręgowa | ?     | ?    |
| 2009/2010     | Odra Bytom Odrzański | klasa okręgowa | ?     | ?    |
| 2010/2011     | Odra Bytom Odrzański | klasa okręgowa | ?     | ?    |
| 2011/2012 (j) | Odra Bytom Odrzański | klasa okręgowa | ?     | ?    |